# Fluitconcert nr. 2 (Weinberg)
Het Concerto nr. 2 voor fluit en orkest werd door Mieczysław Weinberg in 1987 gecomponeerd.
Weinberg lag langdurig overhoop met dan wel de Sovjet-autoriteiten, dan wel met de leiding van Rusland. Dit heeft ertoe bijgedragen dat er niet zoveel van zijn werk bekend is, als bijvoorbeeld van zijn Russische collegae. Dat geldt ook voor zijn tweede fluitconcert, dat zesentwintig jaar later dan zijn eerste fluitconcert werd voltooid. Of het ooit in Rusland is uitgevoerd in die dagen is onbekend; wel is bekend dat Weinberg van het concert een alternatieve versie componeerde; de versie voor dwarsfluit en strijkorkest (opus 148 bis). De eerste uitvoering buiten Rusland komt waarschijnlijk op naam van Anders Jonhäll met het plaatselijke orkest uit Borås onder leiding van Svedlund op 23 januari 2001. Aleksandr Korneyev is een redelijk bekende Russische fluitist uit de jaren 60 en daarna.

## Muziek
Het is gecomponeerd in de klassieke driedelige concertovorm:
1. Allegro
2. Largo
3. Allegretto – Andante molto ritenuto – largo

De muziek geeft een structuurloze impressie; de solopartij van de dwarsfluit dwarrelt als het ware over de achtergrond gevormd door de strijkinstrumenten heen. Een melodie of thema of zelfs een motief komt niet voor, behalve dan in deel (3). Dat deel schuift van een Sjostakovitsj-achtige opzet naar een citaat van Bachs Badinerie uit orkestsuite nr. 2 (BWV 1067); Weinberg varieert er een beetje mee en laat het dan weer los.

## Orkestratie
- dwarsfluit solo
- 1 hobo, 3 klarinetten, 2 fagotten;
- 3 hoorns,
- pauken en percussie, harp, piano
- violen, altviolen, cello, contrabassen

## Discografie
- CD Chandos CHSA 5064: Göteborg Symfonie Orkest, Thord Svedlund (dirigent), Anders Jonhäll (dwarsfluit en solofluitist van het orkest); opname uit juni 2005

## Bron
- de Chandos compact disc
- Onno van Rijen voor opvolging en discografie
- Peer Music; orkestratie